# Henny Moan
Henny Elisabeth Moan, née le 22 février 1936 à Alta et morte le 8 septembre 2024, est une actrice norvégienne.
Elle a une longue carrière au théâtre, mais est surtout connue pour ses rôles dans certains classiques du cinéma norvégien, tels que Le Rescapé (1957), nommé aux Oscars, et Lake of the Dead (1958). Henny Moan est mariée à l'auteur André Bjerke et elle vit ensuite avec le chanteur Ole Paus.

## Biographie
Henny Moan naît à Alta dans le Finnmark le 22 février 1936, mais grandit à Gratangen et Narvik. À l'âge de 17 ans, elle quitte la maison dans le nord de la Norvège — où elle travaillait dans une station-service — sans dire à personne où elle part. Elle s'installe à Oslo, où elle s'inscrit à l'Académie norvégienne du théâtre. Là, elle est acceptée dans la première promotion de l'histoire de l'école, en 1953.
Elle est longtemps caractérisée par ses cheveux courts, un style qu'elle invente en 1954, à une époque où cela n'est pas encore très courant pour les filles. Elle a affirmé qu'elle l'a fait à l'origine parce que c'était pratique et parce qu'elle avait porté ses cheveux comme cela dans son enfance, pour éviter les poux et pour que les cheveux poussent plus épais.
De 1959 à 1972, Henny Moan est mariée au célèbre écrivain norvégien André Bjerke. Avec lui, en 1960, elle a une fille, Vilde Bjerke (no) qui écrit plus tard un livre sur son enfance. Henny et André vivent ensemble jusqu'à ce que leur fille a neuf ans, date à laquelle ils se séparent. Elle vit avec le chanteur et auteur-compositeur Ole Paus de 1973 à 1976, et a un fils avec lui.
Elle réside à Bærum, où elle achète une maison en 1963.

### Carrière

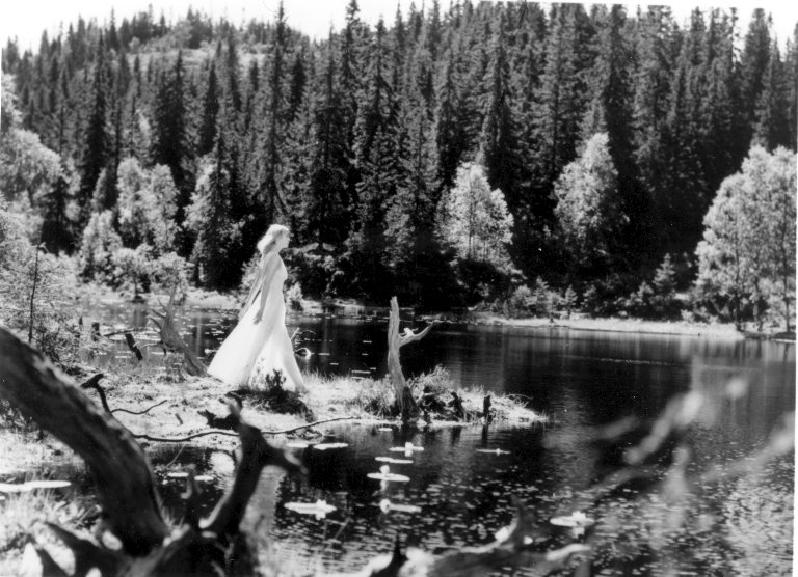
Henny Moan dans une scène célèbre du film Le Lac des Morts (1958)

Henny Moan joue au Det Norske Teatret , à l'Oslo Nye Teater et au Nationaltheatret, dans des rôles tels que « Marguerite » dans La Dame aux camélias de Dumas et « Mademoiselle Julie » dans la pièce de Strindberg du même nom. En 2006, elle remporte le prix « Aase Byes ærespris » . Elle joue son dernier rôle avant de prendre sa retraite au début de l'année 2007. Après avoir pris sa retraite, elle commence à travailler sur son autobiographie.
Elle est également connue pour son travail au cinéma et a un rôle dans le film Le Rescapé, nommé aux Oscars en 1957,. Ce film est désigné en 2005 comme le meilleur film de l'histoire du cinéma norvégien par un jury de critiques de cinéma. Après cela, elle reçoit des propositions d'Hollywood, mais décide de rester en Norvège. Alors qu'elle est mariée à Bjerke, elle participe à l'adaptation de son roman Lake of the Dead. Elle y apparaît dans ce qui devient une scène emblématique du cinéma norvégien, où elle marche dans une robe blanche et translucide le long d'un ombilic glaciaire dans la forêt,. Plus récemment, elle joue un bref rôle dans O'Horten de Bent Hamer.
À la télévision, elle est connue pour son rôle dans la série de 1978 de science-fiction Blindpassasjer (Passagers aveugles), écrite par Tor Åge Bringsværd et Jon Bing. Elle joue le rôle d'Edvarda dans une série télévisée de 1975 basée sur les romans de Knut Hamsun, Benoni et Rosa. Henny Moan travaille également sur des séries télévisées pendant plusieurs années.
Elle reçoit le prix honorifique Amanda en 2010 et est faite Commandeur de l'Ordre de Saint-Olav en 2020.

### Mort
Henny Moan meurt le 8 septembre 2024, à l'âge de 88 ans.

## Sélection de la filmographie
| Année | Titre                 | Rôle                       |
| ----- | --------------------- | -------------------------- |
| 1956  | På solsiden           | [ 15 ]                     |
| 1956  | A Little Nest         | Li                         |
| 1957  | Le Rescapé            | Agnes,                     |
| 1958  | Lake of the Dead      | Liljan Werner              |
| 1960  | Omringet              | copine de Frimann          |
| 1962  | Cold Tracks           | Ragnhild                   |
| 1964  | Klokker i måneskinn   | plusieurs rôles            |
| 1967  | Musikanter            | Tora, la femme du dentiste |
| 1995  | Kristin Lavransdatter | Ragnfrid                   |
| 1997  | Barbara               | Magdalene                  |
| 1998  | Thranes metode (no)   | mère de Thrane             |
| 2007  | O' Horten             | Svea                       |